# سلوم
سلوم (به انگلیسی: Coelom) حفره بدنی اصلی در بیشتر جانوران است و در داخل بدن قرار دارد، دستگاه گوارش و سایر اندام‌ها را احاطه کرده و در خود جای می‌دهد. سلوم در برخی از جانوران با مزوتلیوم پوشیده شده‌است و در جانوران دیگر، مانند نرم‌تنان، تمایز نیافته باقی می‌ماند. در گذشته و برای اهداف علمی، از ویژگی‌های سلوم برای طبقه‌بندی شاخه‌های مختلف جانوری دوسوئیان به گروه‌های غیررسمی استفاده می‌شد.

## واژه‌شناسی
واژهٔ سلوم (Coelom) از واژهٔ یونانی باستان κοιλία (koilía) به معنای حفره گرفته شده‌است.

## کارکردها
سلوم می‌تواند شوک را جذب کند یا یک اسکلت هیدرواستاتیک ایجاد کند. همچنین می‌تواند از دستگاه ایمنی به شکل سلوموسیت‌هایی پشتیبانی کند که ممکن است به دیوارهٔ سلوم متصل شوند یا آزادانه در آن شناور باشند. سلوم به ماهیچه‌ها اجازه می‌دهد مستقل از دیوارهٔ بدن رشد کنند - این ویژگی را می‌توان در دستگاه گوارش خرس‌های آبی مشاهده کرد که در داخل بدن در مزانتری که از یک سلوم پوشیده از مزودرم به‌دست می‌آید، معلق است.

## مایع سلومی
مایع داخل سلوم با عنوان مایع سلومی شناخته می‌شود. این مایع توسط مژک‌های مزوتلیال یا با انقباض عضلات دیواره بدن که خود از مزین (mesin) هستند به گردش در می‌آید. مایع سلومی چندین عملکرد را انجام می‌دهد: به‌عنوان یک اسکلت هیدرولیکی عمل می‌کند. به حرکت آزاد و رشد اندام‌های داخلی اجازه می‌دهد. برای انتقال گازها، مواد مغذی و مواد زائد در سراسر بدن خدمت می‌کند، اجازه می‌دهد تا اسپرم و تخمک در طول بلوغ خود ذخیره شوند و به‌عنوان مخزن زباله در بدن عمل می‌کند.

## طبقه‌بندی در جانورشناسی
در گذشته، برخی جانورشناسان، شاخه‌های مختلف دوسوئیان را بر پایهٔ ویژگی‌های مربوط به سلوم برای اهداف عملی گروه‌بندی می‌کردند و می‌دانستند و صریحاً اعلام می‌کردند که این گروه‌ها از نظر فیلوژنتیکی مرتبط نیستند.

جانوران با توجه به نوع حفرهٔ بدنی که دارند در سه گروه غیررسمی، به روشی غیر تاکسونومیک، در گروه‌های سلوم‌داران (Coelomata)، بدون سلوم‌ها (Acoelomata) و سلوم‌داران کاذب یا شبه‌سلوم‌داران (Pseudocoelomata) دسته‌بندی شده‌اند. این گروه‌ها هرگز برای نمایش جانوران مرتبط یا دنباله‌ای از صفات تکاملی در نظر گرفته نشده بودند و این دسته‌بندی اکنون تقریباً به‌عنوان یک دسته‌بندی رسمی کنار گذاشته شده‌است. در اواخر سال ۲۰۱۰، یکی از نویسندگان یک مطالعه فیلوژنی مولکولی به اشتباه این طرح طبقه‌بندی را «فیلوژنی سنتی و مبتنی بر مورفولوژی» نامید.

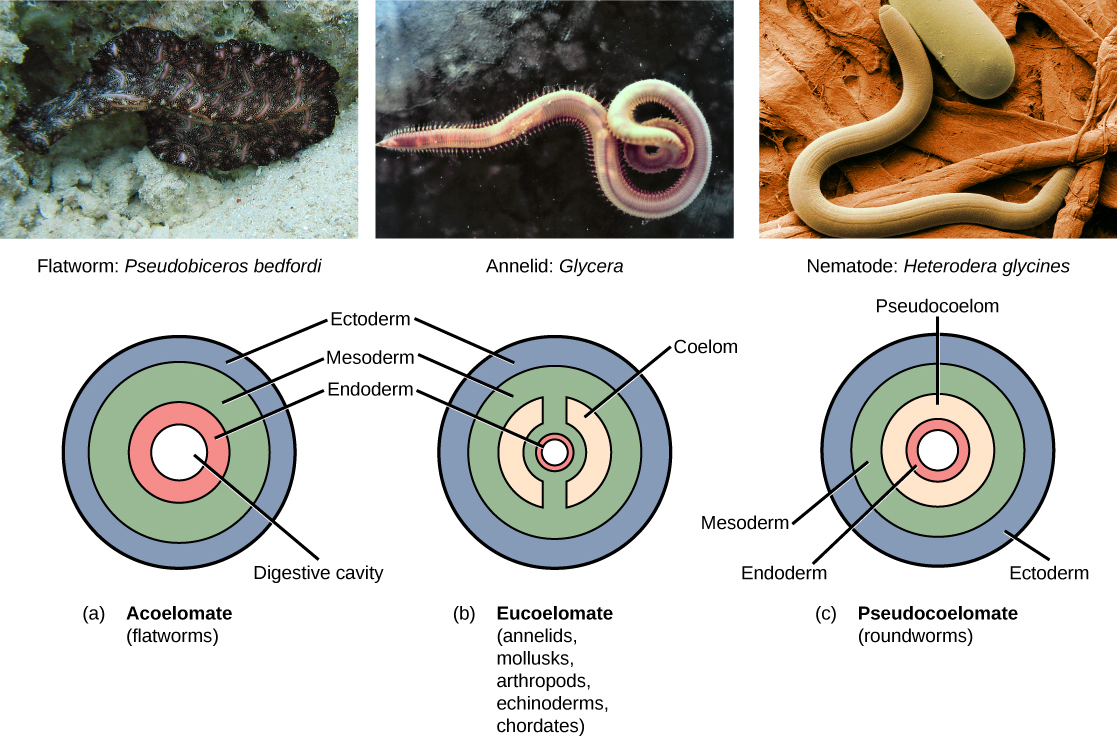
طبقه‌بندی تریبلاست‌ها بر اساس حفره‌های بدنی

### سلوم‌داران
سلوم‌داران دارای حفرهٔ بدنی به‌نام سلوم با پوشش کاملی به‌نام صفاق هستند که از مزودرم (یکی از سه لایه بافت اولیه) مشتق شده‌است. پوشش کامل مزودرم اجازه می‌دهد تا اندام‌ها به یکدیگر متصل شوند تا بتوانند در یک نظم خاص معلق شوند و در عین حال بتوانند آزادانه در داخل حفره حرکت کنند. بیشتر جانوران دوسویی، از جمله تمام مهره‌داران، سلوم‌دار هستند.
شاخه‌های زیر دارای سلوم هستند:
- روبانیان، (به‌طور سنتی بدون سلوم در نظر گفته می‌شوند)
- نرینه‌ای‌تباران
- کرم حلقوی
- کرم‌های مخملی
- خرس آبی
- بندپایان
- نرم‌تنان
- کرم‌های نعل‌اسبی
- خزه‌زیان
- بازوپایان
- خارپوستان
- کرم‌های پیکانی
- نیم‌طنابداران
- طنابداران

شبه‌سلوم‌داران
شبه‌سلوم‌داران دارای یک حفرهٔ کاذب هستند که یک حفرهٔ بدنی پر از مایع است. بافت مشتق شده از مزودرم تا حدودی حفرهٔ بدنی پر از مایع این جانوران را می‌پوشاند؛ بنابراین، اگرچه اندام‌ها به‌طور آزاد در جای خود قرار می‌گیرند، اما به‌خوبیِ سلوم‌داران سازماندهی نشده‌اند. همهٔ شبه‌سلوم‌داران از دهان‌نخستیان هستند. با این‌حال، همهٔ دهان‌نخستیان شبه‌سلوم‌دار نیستند. به شبه‌سلوم‌داران بلاستوسلومات نیز گفته می‌شود.
شاخه‌های زیر سلوم کاذب یا شبه‌سلوم دارند:
- چرخان‌تباران
- پوزه‌جنبان‌تباران
- کرم‌های لوله‌ای
- کرم‌های یال‌اسبی
- خارسرتباران
- سپردارتباران

برخی از نویسندگان شاخه‌های زیر را در گروه شبه‌سلوم‌داران فهرست می‌کنند:
شبه‌سلوم‌داران پوست‌انداز
- کرم‌های لوله‌ای
- کرم‌های یال‌اسبی
- سپردارتباران
- نرینه‌ای‌تباران
- پوزه‌جنبان‌تباران

شبه‌سلوم‌داران مارپیچی
- موی‌شکم‌تباران
- درون‌مرزتباران
- چرخان‌تباران (روتیفرها)
- خارسرتباران (کرم‌های سر خاردار)

### بدون سلوم‌ها
بدون سلوم‌ها، مانند کرم‌های پهن، اصلاً حفره‌ای ندارند. بافت‌های مزودرمی نیمه‌جامد بین روده و دیوارهٔ بدن، اندام‌ها خود را در جای خود نگه می‌دارند.
بدون سلوم‌ها فاقد یک حفرهٔ بدنی پر از مایع بین دیوارهٔ بدن و دستگاه گوارش هستند. این ساختار می‌تواند برخی از ایرادات جدی را ایجاد کند. فشرده‌سازی مایعات ناچیز است، در حالی‌که بافت اطراف اندام‌های این جانوران، فشرده می‌شود؛ بنابراین، اندام‌های بدون سلوم‌ها در برابر نیروهای له کنندهٔ اعمال شده به سطح بیرونی جانور، محافظت نمی‌شوند. سلوم را می‌توان برای انتشار گازها و متابولیت‌ها و غیره استفاده کرد. این موجودات این نیاز را ندارند، زیرا نسبت سطح به حجم به اندازهٔ کافی بزرگ است که به‌دلیل مسطح شدن پشتی و شکمی، امکان جذب مواد مغذی و تبادل گاز به تنهایی از طریق انتشار را فراهم می‌کند.
شاخه‌های زیر از بدون سلوم‌ها هستند:
- کرم‌های پهن
- موی‌شکم‌تباران، به‌طور سنتی از شبه‌سلوم‌داران هستند.
- درون‌مرزتباران، به‌طور سنتی از شبه‌سلوم‌داران هستند.
- کرم‌های آرواره‌دار، به‌طور سنتی از شبه‌سلوم‌داران هستند.
- دایره‌دارتباران[۱۰]

به گفتهٔ دیگران، بدون سلوم‌ها شامل گزنده‌تباران (چتر دریایی)، شانه‌دارتباران هستند.